# Florence Delay
Florence Delay (París, 19 de marzo de 1941 - ibidem, 1 de julio de 2025) fue una escritora, actriz, traductora y guionista francesa. Fue miembro de la Academia Francesa donde ocupaba la silla número 10.

## Datos biográficos
Florence Delay fue hija de Jean Delay, psiquiatra y también miembro de la Academia Francesa, y hermana de Claude Delay, psicoanalista. Está especializada en idioma español y ha traducido y prologado obras relativas a la tauromaquia declarándose aficionada a las corridas de toros. Es autora de una novela,  Œillet rouge sur le sable, cuyo tema es la muerte de Manolete. Firmó la carta pública de agradecimiento a Frédéric Mitterrand cuando las corridas de toros fueron inscritas como patrimonio cultural inmaterial francés.

## Traducciones
- La Celestina de Fernando de Rojas, Actes Sud, 1989
- Reportage sur un squelette ou Masques et bergamasques (El pensamiento de un esqueleto: antología periodística) de José Bergamin.
- La Solitude sonore du toreo de José Bergamín ; traducción de La Música callada del toreo, Seuil, 1989, Verdier-Poche 3008
- La Décadence de l'analphabétisme  (Decadencia del analfabetismo) de José Bergamín, la Délirante, 1988

## Obra literaria
En 1983 Delay recibió el Premio Femina por la novela Riche et Légère, y en el año 2000, fue elegida miembro de la Academia Francesa.
- Petites Formes en prose après Edison
- Minuit sur les jeux (1973)
- Le Aïe Aïe de la corne de brume (1975)
- L'Insuccès de la fête (1980)
- Riche et Légère. Premio Femina de 1983 en literatura.
- Course d’amour pendant le deuil
- L'Hexaméron (con Michel Chaillou, Michel Deguy, Natacha Michel, Denis Roche y Jacques Roubaud) Le seuil, « Fiction & Cie », 1990.
- Etxemendi (1990)
- La Fin des temps ordinaires
- La Séduction brève
- Dit Nerval (1999)
- Œillet rouge sur le sable  con Francis Marmande, Farrago, 2002, ISBN 2844900895
- Trois désobéissances, Gallimard, 2004
- Graal Théâtre (con Jacques Roubaud), Gallimard, París, 2005.
- Mon Espagne. Or et Ciel, Hermann, París, 2008.
- Mes cendriers, Gallimard, París, 2010.
- Il me semble, mesdames, Gallimard, París, 2012 (Acantilado, 2016)

## Obra cinematográfica

### Voz
- 1983 : Sans soleil de Chris Marker.

### Actriz
- 1962 : Procès de Jeanne d'Arc de Robert Bresson película en la que interpretó el papel principal bajo el seudónimo de Florence Carrez. (Francia)
- 1969 : Le Jouet criminel, de Adolfo Arrieta (Francia) con Jean Marais
- 1975 : Mort de Raymond Roussel corto metraje de Maurice Bernart (Francia)
- 1979 : Écoute voir de Hugo Santiago (Francia)
- 1982 : La voix dans Sans Soleil de Chris Marker (Francia)

### Guionista
- 1981 : Les Ailes de la colombe (film, 1981), realizado por Benoît Jacquot según el libro Les Ailes de la colombe de Henry James.
- 1981 : Eaux profondes, de Michel Deville (Francia)
- 1996 : Los Años Arruza, de Emillio Maillé (México/Francia).

## Teatro
- 2010 : La Tragedia del rey Ricardo II de William Shakespeare, puesta en escena por Jean-Baptiste Sastre, Festival de Aviñón

- Premios Molière en 2011 : nominada al Molière para el mejor adpatador por La Celestina